# Бобрик (Николаевская область)
Бобрик (укр. Бобрик) — село в Первомайском районе Николаевской области Украины.
Основано в 1898 году. Население по переписи 2001 года составляло 171 человек. Почтовый индекс — 56340. Телефонный код — 5135. Занимает площадь 0,35 км².

## Местный совет
56340, Николаевская обл., Врадиевский р-н, с. Великовесёлое, ул. Тихая, 13